# Ma Huateng
Ma Huateng (chiń. 马化腾, znany jako Pony Ma; ur. 29 października 1971) – chiński przedsiębiorca; założyciel i CEO korporacji Tencent, jednego z największych przedsiębiorstw internetowych na świecie.